# مها الصالح
مها الصالح  بازیگر و کارگردان سوری است که در تاریخ (۱۰ آوریل ۱۹۴۵) در شهر لاذقیه زاده شد و در تاریخ (۱۴ ژوئن ۲۰۰۸) در اثر یک بیماری لاعلاج درگذشت.